# UMOPAR
A Unidade Móvel Policial para Áreas Rurais (em castelhano:  Unidad Móvil Policial para Áreas Rurales, UMOPAR) foi criada em 1984 como uma unidade dentro da Polícia Nacional da Bolívia (Cuerpo de Policía Nacional). É uma força antinarcóticos e de contrainsurgência boliviana fundada e financiada, assessorada, equipada e treinada pelo governo dos Estados Unidos como parte de sua "Guerra às Drogas". Tornou-se uma subsidiária da nova Força Especial Antinarcóticos (Fuerza Especial de Lucha Contra el Narcotráfico, FELCN), quando esta foi criada em 1987.
Tem havido denúncias de que a UMOPAR, que é efetivamente controlada pelos militares dos Estados Unidos e pela Drug Enforcement Administration, era a força militar mais bem armada e mais bem treinada da Bolívia. Em 1984, as tropas da UMOPAR sequestraram o presidente da Bolívia, Siles Zuazo, e realizaram uma tentativa de golpe malsucedida contra o governo boliviano.

## Envolvimento dos Estados Unidos
Embora a UMOPAR seja tecnicamente chefiada pela Defesa Social, um ramo do Ministério do Interior boliviano, na prática é controlada pela DEA e por oficiais militares estadunidenses baseados na Embaixada dos Estados Unidos em La Paz, que planejam suas operações, fornecem inteligência e lideram as incursões antidrogas, usando a UMOPAR principalmente como uma "força de ataque" para operações dos Estados Unidos.
As forças da UMOPAR recebem treinamento extensivo da DEA e do pessoal militar estadunidense, incluindo as Forças Especiais do Exército dos Estados Unidos, tanto em instalações na Bolívia (como a Garras International Antinarcotics Training School) quanto em bases militares estadunidenses, como Fort Benning, ou a Escola das Américas no Panamá.

## Violações dos direitos humanos
As tropas da UMOPAR têm sido frequentemente responsáveis por espancamentos, torturas, estupros, extorsões, roubos, tiroteios arbitrários, prisões em massa sem mandados e vários outros abusos dos direitos humanos.
O uso da tortura pelas forças da UMOPAR tem sido generalizado e sistemático, e inclui métodos como ser pendurado de cabeça para baixo e espancado, queimado com cigarros, eletrocussão, ameaças de morte e ser submerso para simular afogamento, entre outros métodos.
As forças da UMOPAR agem com quase total impunidade, e violações de direitos humanos raramente são investigadas, muito menos processadas.

## Nota
- Este artigo foi inicialmente traduzido, total ou parcialmente, do artigo da Wikipédia em inglês cujo título é «UMOPAR».